# Pierre Trentesaux
Pierre-Joseph Trentesaux (Saint-Léger, 1773 - Doornik, 7 juni 1849) was lid van het Belgisch Nationaal Congres, politicus en magistraat.

## Levensloop
Na studies aan het Sint-Pauluscollege in Doornik werd hij in 1795 primus in de 'Artes' aan de Universiteit Leuven.
Toen deze universiteit in 1797 werd afgeschaft, benoemde de overheid hem tot beheerder van haar goederen. In juli 1805 werd hij rechter in de rechtbank van eerste aanleg in Doornik en bleef dit ambt uitoefenen totdat hij na de Belgische onafhankelijkheid tot raadsheer bij het hof van beroep in Brussel werd benoemd. Hij zetelde er tot hij in 1836 vanwege toenemende doofheid ontslag nam.
Tegelijk doorliep Trentesaux een politieke loopbaan. Van 1818 tot 1830 was hij gedeputeerde van de Provinciale Staten van Henegouwen. In dezelfde periode was hij voor Henegouwen lid van de Tweede Kamer der Staten-Generaal. In november 1830 werd hij tot lid van het Nationaal Congres verkozen. Hij stemde er voor de onafhankelijkheidsverklaring, de hertog van Nemours als koning, voor Surlet de Chokier als regent en voor Leopold van Saksen-Coburg als koning. Hij nam geen deel aan de stemming over de eeuwigdurende uitwijzing van de Nassaus en stemde tegen het Verdrag der XVIII artikelen. Hij nam tijdens een dertigtal tussenkomsten actief deel aan de besprekingen. Tijdens de discussies over de grondwet stelde hij onder meer de leeftijd van 27 jaar voor om verkiesbaar te zijn voor de Kamer.
Van 1833 tot 1845 zetelde hij in de Kamer, waar hij vooral tussenkwam bij problemen van justitie of financies.
Trentesaux was de schoonzoon van de ex-notaris en zonderling Jean-Baptiste Bousmar (1745-1834), die tegen hem twee schotschriften publiceerde: Mémoire justificatif en Turpitude dévoilée au grand jour.